# Zofia Białkowska
Zofia Białkowska (ur. 10 grudnia 1912, zm. 13 listopada 1985) – polska „Sprawiedliwa wśród Narodów Świata”.

## Życiorys
W trakcie II wojny światowej Zofia Białkowska wraz z mężem Bolesławem mieszkała w Stryju (dziś Ukraina, wówczas dystrykt Galicja). W mieście mieszkała bardzo duża liczba Żydów. Wiosną 1942 r. przygarnęli do swojego mieszkania żydowskich zbiegów z miejscowego getta. Byli to: Mosze i Rozalia Brennerowie, Aron Brenner, Janusz i Jadwiga Rozenberg oraz prawnik Lehrer. Wraz z mężem ukryła ich w wąskim, ciemnym pomieszczeniu o powierzchni ok. 4,5-6 metrów kwadratowych, znajdującym się na strychu ich domu. Wcześniej hodowano w nich króliki. Ukrywający się Żydzi nie mogli rozmawiać, tak by sąsiedzi Białkowskich nie mogli dowiedzieć się o ich obecności i aby nie wzbudzać zainteresowania Niemców. 
Zofia przygotowywała dla nich pożywienie, a także prała ich ubrania. Rozwieszała je jednak w mieszkaniu, aby nie wzbudzić zainteresowania sąsiadów oraz Niemców. 
Po jakimś czasie do mieszkania Białkowskich zgłosił się Jakow Lewit prosząc o schronienie dla jej czteroletniej córki Erny. Zofia wraz z mężem przyjęła ją, dla bezpieczeństwa ukrywając w mieszkaniu, a nie w kryjówce na strychu. Bawiła się z dziećmi Bolesława i Zofii, a w sytuacji gdy w mieszkaniu przebywali goście, kryła się w kuchennej szafce. Wszyscy Żydzi doczekali wyzwolenia przez Armię Czerwoną latem 1944 roku. 
19 marca 1987 r. Instytut Jad Waszem uhonorował Bolesława i Zofię Białkowskich medalem „Sprawiedliwy wśród Narodów Świata”.